# How I Met Your Mother/Staffel 1
Die erste Staffel der amerikanischen Sitcom How I Met Your Mother wurde vom 19. September 2005 bis zum 15. Mai 2006 auf dem Sender CBS erstgesendet. Die deutschsprachige Erstausstrahlung war auf dem deutschen Free-TV-Sender ProSieben vom 13. September bis zum 29. November 2008.

## Darsteller
| Rollenname                    | Schauspieler        |
| ----------------------------- | ------------------- |
| Theodore „Ted“ Evelyn Mosby   | Josh Radnor         |
| Marshall Eriksen              | Jason Segel         |
| Robin Charles Scherbatsky Jr. | Cobie Smulders      |
| Barney Stinson                | Neil Patrick Harris |
| Lily Aldrin                   | Alyson Hannigan     |

## Episoden
| Nr. (ges.) | Nr. (St.) | Deutscher Titel            | Originaltitel                     | Erstausstrahlung USA | Deutschsprachige Erstausstrahlung (D) | Regie         | Drehbuch                   |
| --- | --------- | -------------------------- | --------------------------------- | -------------------- | ------------------------------------- | ------------- | -------------------------- |
| 1 | 1         | Verliebt, verlobt, versagt | Pilot                             | 19. Sep. 2005        | 13. Sep. 2008                         | Pamela Fryman | Carter Bays & Craig Thomas |
| Im Jahr 2030 möchte Ted seinen Kindern ganz ausführlich erzählen, wie er deren Mutter kennengelernt hat. Die Geschichte startet im Jahr 2005 damit, dass Marshall Lily einen Heiratsantrag macht, welchen sie annimmt. Auch Ted möchte endlich seine zukünftige Frau finden. Im MacLaren’s treffen er und Barney die Nachrichtensprecherin Robin, in die sich Ted sofort verguckt. Sie verstehen sich gut und haben ein erfolgreiches erstes Date, welches aber abrupt und ohne Kuss endet, weil Robin zu einer Story gerufen wird. Ted möchte Nägel mit Köpfen machen und stiehlt für sie das blaue Horn aus dem Restaurant, wo sie ihre erste Verabredung hatten. Er macht sich auf den Weg zu Robins Wohnung. Ted gesteht Robin seine Liebe, was auf diese abschreckend wirkt. Nachdem Ted gegangen ist, grübelt er darüber nach, ob er das Zeichen für den ersten Kuss verpasst hat. Wieder in der Zukunft erfährt man, dass Robin nicht die Mutter der Kinder ist.                |           |                            |                                   |                      |                                       |               |                            |
| 2 | 2         | Die lila Giraffe           | Purple Giraffe                    | 26. Sep. 2005        | 13. Sep. 2008                         | Pamela Fryman | Carter Bays & Craig Thomas |
| Nach der Abweisung Robins beschließt Ted Robin nicht mehr zu sehen, doch begegnet er ihr später in der Bar im Gespräch mit Lily. Er beschließt, eine Party zu feiern, um eine weitere Verabredung mit Robin zu bekommen. Nachdem Robin auf der ersten Party nicht aufgetaucht ist, feiert er eine zweite und auch auf dieser taucht Robin nicht auf, was zu einer dritten Party führt. Auf der dritten Party beschließen Robin und Ted weiterhin nur Freunde zu sein. |           |                            |                                   |                      |                                       |               |                            |
| 3 | 3         | Frauen, Flieger, Freiheit  | Sweet Taste of Liberty            | 3. Okt. 2005         | 20. Sep. 2008                         | Pamela Fryman | Phil Lord & Chris Miller   |
| Barney und Ted versuchen Frauen am Flughafen aufzureißen. Nach einigen Fehlversuchen landen sie bei zwei jungen Mädchen auf dem Weg nach Philadelphia. Kurzerhand besorgt Barney zwei Flugtickets dorthin. Währenddessen stellt Lily in der Bar fest, dass sie nicht so ein Männermagnet ist wie Robin. Schließlich findet sie doch einen Flirtpartner, doch leider stellt sich heraus, dass dieser schwul ist. |           |                            |                                   |                      |                                       |               |                            |
| 4 | 4         | Gutes altes Hemd           | Return of the Shirt               | 10. Okt. 2005        | 20. Sep. 2008                         | Pamela Fryman | Kourtney Kang              |
| Ted sucht seine Exfreundin Natalie auf, die er vor drei Jahren an ihrem Geburtstag verlassen hat, um noch einmal eine Beziehung mit ihr aufzubauen. Dieses Mal will Ted alles besser machen und nimmt sich vor, sich in der Beziehung erwachsener zu verhalten. Barney vertreibt sich die Zeit damit, Robin Aufgaben zu stellen, die sie in ihren Live-Moderationen erfüllen soll, um Geld zu kassieren. |           |                            |                                   |                      |                                       |               |                            |
| 5 | 5         | Von Tänzern und Tauben     | Okay Awesome                      | 17. Okt. 2005        | 27. Sep. 2008                         | Pamela Fryman | Chris Harris               |
| Robin hat für Gästelistenplätze im angesagtesten Club der Stadt gesorgt. Somit steht Robin, Ted und Barney ein erlebnisreicher Abend bevor. Lily und Marshall hingegen verbringen den Abend lieber so, wie es sich für ein verlobtes Pärchen gehört: Zuhause mit anderen Pärchen. Doch Marshall ergreift bald die Flucht, und Lilly folgt ihm. |           |                            |                                   |                      |                                       |               |                            |
| 6 | 6         | Die Kürbis-Schlampe        | Slutty Pumpkin                    | 24. Okt. 2005        | 27. Sep. 2008                         | Pamela Fryman | Brenda Hsueh               |
| Da Ted vor einigen Jahren auf einer Dachparty eine nette Frau kennenlernte, jedoch ihre Nummer verloren hat, besucht er jedes Jahr an Halloween die gleiche Dachparty, um sie wiederzutreffen. Marshall und Lily versuchen, mit ihren "Fluch der Karibik"-Kostümen den Preis des besten Kostüms im MacLaren’s zu gewinnen. Währenddessen scheitert die Beziehung zwischen Robin und ihrem neuen Freund Mike an Robins schlechtem Verhalten. |           |                            |                                   |                      |                                       |               |                            |
| 7 | 7         | Kakerlake liebt Maus       | Matchmaker                        | 7. Nov. 2005         | 4. Okt. 2008                          | Pamela Fryman | Sam Johnson & Chris Marcil |
| Barney überzeugt Ted sich bei einer Partnervermittlungsagentur einzuschreiben, um einfach an Dates zu kommen. Nachdem der Computer Teds Traumfrau gefunden hat, stellt er fest, dass diese bereits vergeben ist. Ted verschafft sich Zugang zu ihren Daten und macht sich selbst auf die Suche nach ihr. Lily und Marshall treffen im Apartment auf ein gruseliges Tier. |           |                            |                                   |                      |                                       |               |                            |
| 8 | 8         | Das Duell                  | The Duel                          | 14. Nov. 2005        | 4. Okt. 2008                          | Pamela Fryman | Gloria Calderon Kellett    |
| Als Lily nach drei Monaten wieder ihr Apartment betritt, stellt sie fest, dass dort nun ein China-Restaurant ist. Kurzerhand lädt Ted sie ein, bei ihm und Marshall zu wohnen. Nachdem Lily vieles ändert, ändert Ted seine Meinung. Es entbrennt ein Säbelkampf zwischen Ted und Marshall, der abrupt endet, als ein Säbel Lily durchbohrt. Robin ist nicht mit Barneys Idee zufrieden, die besagt, dass Barney nach fünf Minuten bei einem Date weiß, ob er ein zweites möchte. Um Barney das Gegenteil zu beweisen, lässt sie sich auf ein Date mit einem Mann ein, der eigentlich gar nicht ihr Typ ist. Doch gegen ihre Absichten endet das Date mit einem Notfall. Robin bekommt einen Anruf, dass Lily einen Unfall hatte und verlässt das Date. |           |                            |                                   |                      |                                       |               |                            |
| 9 | 9         | Wohltaten und Untaten      | Belly Full of Turkey              | 21. Nov. 2005        | 11. Okt. 2008                         | Pamela Fryman | Phil Lord & Chris Miller   |
| An Thanksgiving beschließen Robin und Ted, beim Verteilen des Essens an Obdachlose zu helfen. Dort treffen sie auf Barney. Es stellt sich heraus, dass Barney wegen öffentlichen Urinierens festgenommen wurde und deshalb Sozialstunden absolvieren muss. Bei Marshalls Eltern flieht Lily nach diversen Bemerkungen von Marshalls Mutter über das Muttersein zum nächsten Supermarkt und kauft einen Schwangerschaftstest. Da es dort keine Toiletten gibt, begibt sie sich hinter das Haus und wird prompt festgenommen. Im Gefängnis wird Marshall und Lily offenbart, dass Lily nicht schwanger ist. |           |                            |                                   |                      |                                       |               |                            |
| 10 | 10        | Der Ananas-Vorfall         | The Pineapple Incident            | 28. Nov. 2005        | 11. Okt. 2008                         | Pamela Fryman | Carter Bays & Craig Thomas |
| Ted wacht morgens mit einem Kater neben einer Frau auf. Nur durch die Erzählungen seiner Freunde wird klar, was am Abend zuvor passiert ist. Zuerst halten alle die Frau für Robin, die Ted mehrmals betrunken angerufen hatte, doch es handelt sich um eine Frau aus der Bar, Trudy. Darauf erscheint Robin, um Ted auf die nächtlichen Anrufe anzusprechen. Um Robin zu zeigen, dass er über sie hinweg ist, möchte er ihr Trudy vorstellen, die aber schon verschwunden ist. |           |                            |                                   |                      |                                       |               |                            |
| 11 | 11        | Silvesterlaune             | The Limo                          | 19. Dez. 2005        | 18. Okt. 2008                         | Pamela Fryman | Sam Johnson & Chris Marcil |
| Um seinen Freunden zu Silvester etwas Besonderes zu bieten, mietet Ted eine Stretch-Limousine. Er plant mit ihnen, innerhalb von drei Stunden fünf Partys zu besuchen. Zwischen den verschiedenen Partys verlieren sich die Freunde mehrmals und treffen einen Mann, den sie für Moby halten. Kurz vor Mitternacht finden sich alle wieder und auch Robins neuer Freund taucht auf, so dass Ted doch niemanden zum Küssen hat und enttäuscht aus dem Wagen aussteigt. Robin folgt ihm aber und küsst ihn, da sie es ihm versprochen hatte. |           |                            |                                   |                      |                                       |               |                            |
| 12 | 12        | Hochzeitsgast plus eins    | The Wedding                       | 9. Jan. 2006         | 18. Okt. 2008                         | Pamela Fryman | Kourtney Kang              |
| Kurz nachdem Ted erfährt, dass Robin sich von ihrem Freund getrennt hat, lädt er sie zur Hochzeit seiner Freunde Claudia und Stuart ein. Zwischen dem künftigen Ehepaar bricht Streit darüber aus, ob Ted einen Gast, den er nicht vorgemerkt hat, mitbringen kann, bis es schließlich zur Trennung kommt. Nachdem sie Stuart überredet haben, gehen Ted und Marshall mit ihm in die Bar, wo er sich mit Claudia wieder verträgt und sie auch nach einigen Drinks einverstanden ist, dass Robin zur Hochzeit kommen darf. Als Ted Robin am Abend der Hochzeit abholen möchte, erhält sie einen Anruf, dass sie einen Nachrichtensprecher vertreten muss, was sie auch annimmt, sodass Ted alleine zur Hochzeit geht. |           |                            |                                   |                      |                                       |               |                            |
| 13 | 13        | Traum und Wirklichkeit     | Drumroll, Please                  | 23. Jan. 2006        | 25. Okt. 2008                         | Pamela Fryman | Gloria Calderon Kellett    |
| Immer noch auf Stuarts und Claudias Hochzeit, trifft Ted eine Frau, die sich als Victoria vorstellt. Da sich Ted und sie beide darüber einig sind, dass Bekanntschaften, die auf Hochzeiten gemacht werden, nicht zu Beziehungen führen können, beschließen sie, einen tollen Abend zu haben und sich hinterher nie wiederzusehen. So tauschen sie keine Telefonnummern aus und benutzen falsche Namen. Später bereut Ted diese Entscheidung und ruft Claudia an, um nach Victoria zu fragen. Gleichzeitig möchte Marshall von ihr wissen, woher der Kuchen bei der Hochzeit kam, da dieser so gut gewesen ist. Claudia antwortet jedoch, dass es keinen Gast namens Victoria auf der Hochzeit gegeben hat. Schließlich klärt Robin ihn auf, dass sie ihn und Victoria am Abend gesehen hat und erfahren hat, dass Victoria in einer Bäckerei arbeitet und den Kuchen für die Hochzeit hergestellt hat. Als Ted bei der Bäckerei ankommt, fallen sie sich in die Arme und küssen sich. |           |                            |                                   |                      |                                       |               |                            |
| 14 | 14        | Nur nichts überstürzen     | Zip, Zip, Zip                     | 6. Feb. 2006         | 25. Okt. 2008                         | Pamela Fryman | Brenda Hsueh               |
| Obwohl sie schon seit einigen Wochen zusammen sind, hatten Ted und Victoria bisher noch keinen Sex. Eines Abends beschließt Victoria aber, die Dinge zu beschleunigen, und geht mit Ted in seine vermeintlich leere Wohnung. Jedoch sind Lily und Marshall da, die entgegen ihren eigentlichen Plänen beschlossen haben, den neunten Jahrestag ihrer Beziehung zu Hause zu verbringen. Als Ted und Victoria ankommen, verstecken sich Marshall und Lily im Bad, um die beiden nicht zu stören. Währenddessen hängt Robin mit Barney als sein „Bro“ ab, sie gehen in eine Zigarrenbar und spielen Laser Tag. Als Barney sie schließlich verführen will, wird Robin wütend und gesteht, dass sie immer noch Gefühle für Ted hat. |           |                            |                                   |                      |                                       |               |                            |
| 15 | 15        | Spieleabend                | Game Night                        | 27. Feb. 2006        | 8. Nov. 2008                          | Pamela Fryman | Chris Harris               |
| Ted möchte, dass sich seine Freunde und Victoria kennenlernen. Dieser bittet seine Kumpels, nichts von Robin zu erzählen. Beim gemeinsamen Treffen schlägt Marshall vor, dass sie ein von ihm entwickeltes Spiel probieren, bei dem man intime Dinge preisgeben muss. Während nacheinander jeder der Freunde sein peinlichstes Erlebnis erzählt, erfährt man in Barneys Geschichte erstmals Details darüber, wie er vom treu-doofen Hippie zum frauenverführenden Herzensbrecher im Anzug wurde. |           |                            |                                   |                      |                                       |               |                            |
| 16 | 16        | Maßgeschneidert            | Cupcake                           | 6. März 2006         | 8. Nov. 2008                          | Pamela Fryman | Maria Farrari              |
| Victoria nimmt ein Job-Angebot aus Deutschland an. Ted und sie wissen nicht, ob sie eine Fernbeziehung führen wollen. Marshall hat ein Vorstellungsgespräch beim NRDC und braucht einen neuen Anzug. Barney begleitet ihn zu seinem Schneider. Lily probiert einige Brautkleider an, obwohl sie sich kein einziges leisten könnte. Sie setzt sich versehentlich in eine Torte und muss das teure Kleid bezahlen. Zudem muss Marshall 4000 Dollar für den Anzug bezahlen und entscheidet sich daher, mit Barney zu arbeiten, um seine und Lilys Schulden begleichen zu können. Am Flughafen entscheiden sich Ted und Victoria für eine Fernbeziehung. |           |                            |                                   |                      |                                       |               |                            |
| 17 | 17        | Leben unter Gorillas       | Life Among the Gorillas           | 20. März 2006        | 15. Nov. 2008                         | Pamela Fryman | Carter Bays & Craig Thomas |
| Aufgrund finanzieller Probleme arbeitet Marshall beim Unternehmen, bei dem auch Barney eingestellt ist. Das Verhalten der anderen Mitarbeiter entspricht überhaupt nicht dem von Marshall. Dieser möchte sich jedoch anpassen und ändert seine Art, was Lily überhaupt nicht gefällt. Die beiden finden jedoch bei einem Karaokeabend wieder zueinander, bei dem auch Barney und andere Kollegen anwesend sind. Derweil wartet Ted auf einen Anruf seiner Freundin. Am Ende der Episode ruft Robin ihn an und fragt, ob er zu ihr kommen wolle. |           |                            |                                   |                      |                                       |               |                            |
| 18 | 18        | Der Anständige             | Nothing Good Happens After 2 A.M. | 10. Apr. 2006        | 15. Nov. 2008                         | Pamela Fryman | Carter Bays & Craig Thomas |
| Weil Ted immer noch keinen Anruf von Victoria erhalten hat, fährt er schließlich zu Robin. Er erzählt ihr, er habe sich von Victoria getrennt. Während er im Bad ist, ruft Victoria an, Robin geht ans Telefon und beide merken, dass Ted sie belogen hat. Robin wirft Ted aus ihrer Wohnung und Victoria macht Schluss. |           |                            |                                   |                      |                                       |               |                            |
| 19 | 19        | Eine nette Nutte           | Mary the Paralegal                | 24. Apr. 2006        | 22. Nov. 2008                         | Pamela Fryman | Chris Harris               |
| Robin soll eine Auszeichnung für eine journalistische Arbeit bekommen und lädt ihre Freunde zu dieser Feier ein. Ted und Robin wollen sich gegenseitig eifersüchtig machen. Barney sagt, er habe für Ted eine Prostituierte für den Abend engagiert. Ted findet die Frau zu seiner Überraschung nett, doch als er sie auf ihre Arbeit anspricht, stellt sich heraus, dass Barney gelogen hatte, weshalb die Frau empört reagiert als Ted sie eine „Nutte“ nennt. |           |                            |                                   |                      |                                       |               |                            |
| 20 | 20        | Nur zwei Monate            | Best Prom Ever                    | 1. Mai 2006          | 22. Nov. 2008                         | Pamela Fryman | Ira Ungerleider            |
| Lily und Marshall haben überraschenderweise einen Hochzeitstermin in zwei Monaten erhalten. Lily ist sich plötzlich nicht mehr sicher, ob sie Marshall heiraten will. Die Freunde schleichen sich auf einer Highschool-Party ein, um eine Band zu hören, die auf der Hochzeit spielen könnte. |           |                            |                                   |                      |                                       |               |                            |
| 21 | 21        | Das Super-Date             | Milk                              | 8. Mai 2006          | 29. Nov. 2008                         | Pamela Fryman | Carter Bays & Craig Thomas |
| Die Partnervermittlungsagentur findet Teds perfekte Traumfrau. Währenddessen spielen Barney und Marshall, der gerade ein Praktikum bei Barneys Firma macht, einem Mann namens Butterfield einen Streich, der sich anschließend dafür rächt. Lily ruft Ted an, da sie mit einer Panne liegengeblieben ist. Sie will zu einem Vorstellungsgespräch für ein Stipendium fahren. Nachdem Ted den Reifen gewechselt hat, fährt Lily davon und lässt Ted im Nirgendwo zurück. Ted wird von Robin abgeholt und zurück nach New York gefahren. Zu Hause angekommen wird Ted bewusst, dass seine Traumfrau Robin ist, und geht nicht zu seinem Date. Lily entscheidet sich gegen das Stipendium. |           |                            |                                   |                      |                                       |               |                            |
| 22 | 22        | Letzter Versuch            | Come On                           | 15. Mai 2006         | 29. Nov. 2008                         | Pamela Fryman | Carter Bays & Craig Thomas |
| Ted plant, wieder mit Robin zusammen zu sein. Deshalb überrascht er sie in ihrer Wohnung mit einem Streichquartett mit blauen Instrumenten. Doch sie streiten sich, und Robin erzählt Ted, dass sie am Wochenende mit ihrem Arbeitskollegen Sandy zelten gehen werde. Er überlegt sich, wie er diesen Ausflug verhindern kann, und will sich von einer Ex-Freundin Barneys einen Regentanz beibringen lassen. Marshall erfährt, dass sich Lily auf einer Kunstakademie in Kalifornien angemeldet hat, obwohl sie schon bald heiraten wollten. Ted versucht auf dem Dach durch den Regentanz Niederschlag zu erzeugen. Schließlich regnet es, und er fährt zu Robin – sie werden ein Paar. Als Ted am nächsten Tag heimkommt, sieht er, wie Marshall mit Lilys Verlobungsring in der Hand im Regen auf der Treppe seines Hauses sitzt. |           |                            |                                   |                      |                                       |               |                            |